# 高崎町
高崎町（たかざきちょう）は、宮崎県の中央部にあった町である。北諸県郡に属していた。
2006年1月1日、都城市・山之口町・高城町・山田町と合併（新設合併）して新たに都城市となり、自治体としては消滅した。合併後6年間（2011年まで）は旧町域に都城市の地域自治区「高崎町」が設置されていた。2012年以降は都城市の地名として残存している。

## 地理
- 川：大淀川

## 歴史
- 1889年5月1日 - 町村制施行に伴い東霧島村・笛水村・江平村・前田村・縄瀬村・大牟田村が合併して北諸県郡高崎村が成立する。
- 1940年2月11日 - 町制を施行し、高崎町となる。
- 2006年1月1日 - 都城市ほか3町と合併して新たに都城市となる。

## 地域

### 教育

#### 中学校
- 高崎町立高崎中学校
- 高崎町立笛水中学校

#### 小学校
- 高崎町立高崎小学校
- 高崎町立高崎麓小学校
- 高崎町立江平小学校
- 高崎町立縄瀬小学校
- 高崎町立笛水小学校

## 交通
最寄り空港は宮崎空港。

### 鉄道
- 九州旅客鉄道（JR九州）
  - 吉都線
    - 日向前田駅 - 高崎新田駅 - 東高崎駅

中心駅は高崎新田駅。

### バス路線

#### 一般路線バス
- 宮崎交通
  - 都城市 - 高崎町 - 高原町 - 小林市

### 道路

#### 高速道路
宮崎自動車道が通っているが、町内にインターチェンジは設けられていない（最寄りインターチェンジは高原インターチェンジ）。
- 町内にある高速道路設備：日向高崎パーキングエリア

#### 一般国道
- 国道221号

## 名所・旧跡・観光スポット・祭事・催事

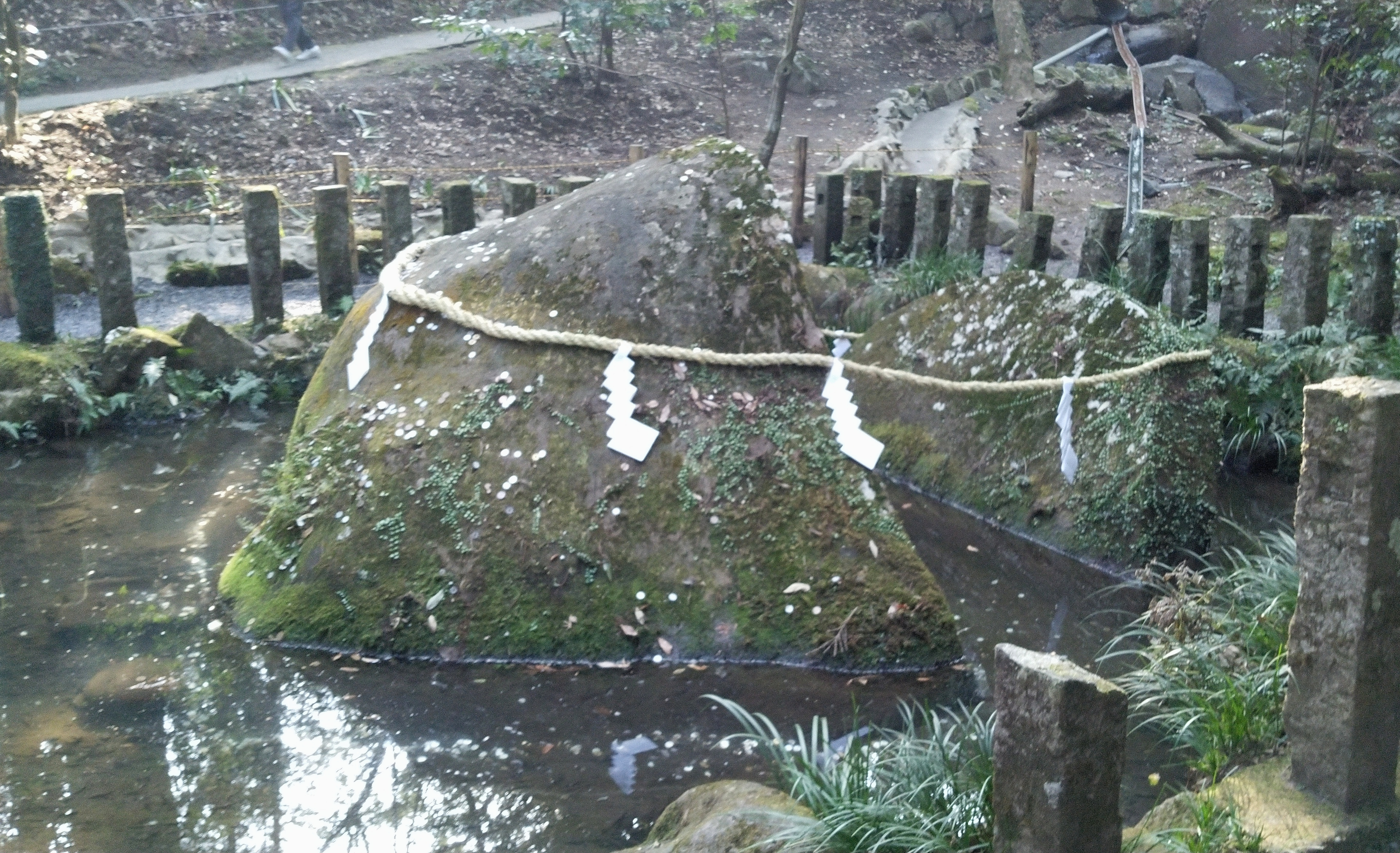
東霧島神社の神石

- ラスパたかざき（温泉施設）
- たちばな天文台
- 大牟田加工センター
- 東霧島神社

## 出身有名人
- 中山大三郎（作曲家・作詞家）
- 福盛和男（プロ野球選手）
- 永友聖也(ミュージシャン、キャプテンストライダム Vocal & Guitar)